# Viola saxatilis
El pensamiento o trinitaria   (Viola saxatilis) es una especie de la familia de las violáceas.

## Descripción
Planta perenne, inodora, muy variable. Hojas dentadas, ovales o acorazonadas. Estípulas lobuladas, con lóbulo central muy largo. Flores de 20-35 mm, las más de las veces tricolores (amarillas, blancas y violetas), con los pétalos más largos que los sépalos y con espolón corto.

## Distribución y hábitat
Es planta de los Pirineos y los Alpes. Habita en pastos altos, lugares majadeados, orillas de pistas, en suelos removidos y nitrogenados.

## Taxonomía
Viola saxatilis fue descrita por Franz Wilibald Schmidt y publicado en Fl. Boëm. 3: 60, en el año 1794.

## Importancia económica y cultural
Usos
Se utiliza en cosmética para elaborar lociones y cremas. Sus hojas frescas se han usado para combatir infecciones de la piel, aplicándolas directamente.